# Dvostruka artikulacija
Dvostruka artikulacija, dvostruka raščlanjenost ili dvojnost uzorkovanja  (engl. double articulation, duality of patterning) jezično je svojstvo u kojem se manji broj jedinica bez značenja (zvukovi, odnosno fonemi) kombinira i tako stvara veći broj značenjskih jedinica (riječi, odnosno morfema). Naziv te pojave odnosi se na tu dvorazinsku strukturu tipičnu za znakovne sustave, koji uglavnom sadrže ove dvije vrste jedinica: razlikovne (ali bez značenja) i značenjske.

## Teorija
Dvostruka artikulacija odnosi se na dvodijelnu govornu strukturu koja se primarno dijeli na značenjske jedinice (poput riječi ili morfema) i sekundarno na razlikovne jedinice (poput zvukova ili fonema). Primjerice, hrvatska riječ „bol” sadrži glasove /b/, /o/ i /l/, koji sami po sebi ne nose nikakvo značenje. Ti zvukovi, koji se u jezikoslovlju nazivaju fonemima, dio su druge i najniže razine artikulacije u hijerarhiji organizacije govora. Na višoj, prvoj razini organizacije (u što se ubrajaju morfologija, sintaksa i semantika) ti se fonemi, koji zasebno nemaju nikakvo značenje, kombiniraju i pretvaraju u značenjske jedinice.

## Povijest
Dvostruka artikulacija prvi se put spominje 1949. u radu francuskog jezikoslovca Andréa Martineta, o kojoj detaljnije govori u djelu Osnove opće lingvistike (1960.).
Pojam „dvojnost uzorkovanja” (engl. duality of patterning) predložio je američki jezikoslovac Charles F. Hockett u knjizi Tečaj moderne lingvistike (1958.). Ta su dva pojma slična, ali se ipak razlikuju; Hockett i Martinet zasebno su izložili svoja viđenja te pojave. Obojicu je vjerojatno nadahnula teorija „dviju razina” ljudskoga jezika danskoga jezikoslovca Louisa Hjelmsleva. Hjelmslev je tvrdio da jezici sadrže dvije razine: formu sadržaja, koja se raščlanjuje na figure sadržaja ili plereme (grč. „punina”), i formu izraza, koja se raščlanjuje na figure izraza ili ceneme (grč. „praznina”). U plereme se ubrajaju značenjske jedinice, a u ceneme jedinice bez značenja koje zajedno tvore značenjske jedinice. Primjerice, u govoru su cenemi fonemi, a pleremi su morfemi ili riječi; u pismu su cenemi slova, a pleremi su riječi.
Hockett i ostali lingvisti smatraju da je ta dvojnost važno svojstvo ljudskoga jezika jer omogućuje stvaranje bezbrojnih jezičnih nizova koji nose značenje.
U znakovnim je jezicima dvostruka artikulacija rjeđa pojava jer  gesta ima više od zvukova, pa se značenje može izraziti i bez dvostruke artikulacije.